# Argela
Argela é uma povoação portuguesa sede da Freguesia de Argela do Município de Caminha, freguesia com 10,8 km² de área e 375 habitantes (censo de 2021), tendo, por isso, uma densidade populacional de 34,7 hab./km².

## Demografia
A população registada nos censos foi:
| Distribuição da População por Grupos Etários | Distribuição da População por Grupos Etários | Distribuição da População por Grupos Etários | Distribuição da População por Grupos Etários | Distribuição da População por Grupos Etários |
| -------------------------------------------- | -------------------------------------------- | -------------------------------------------- | -------------------------------------------- | -------------------------------------------- |
| Ano                                          | 0-14 Anos                                    | 15-24 Anos                                   | 25-64 Anos                                   | > 65 Anos                                    |
| 2001                                         | 67                                           | 49                                           | 217                                          | 102                                          |
| 2011                                         | 47                                           | 46                                           | 193                                          | 107                                          |
| 2021                                         | 44                                           | 26                                           | 213                                          | 92                                           |